# Kejsare av Norden
Kejsare av Norden var enligt flera historiker och samtida källor den titel Gustav II Adolf som kejsare över Norden och de tyska protestantiska staterna förväntades anta vid händelse av en svensk seger i det trettioåriga kriget. 

## Planerna på ett nordiskt kejsardöme

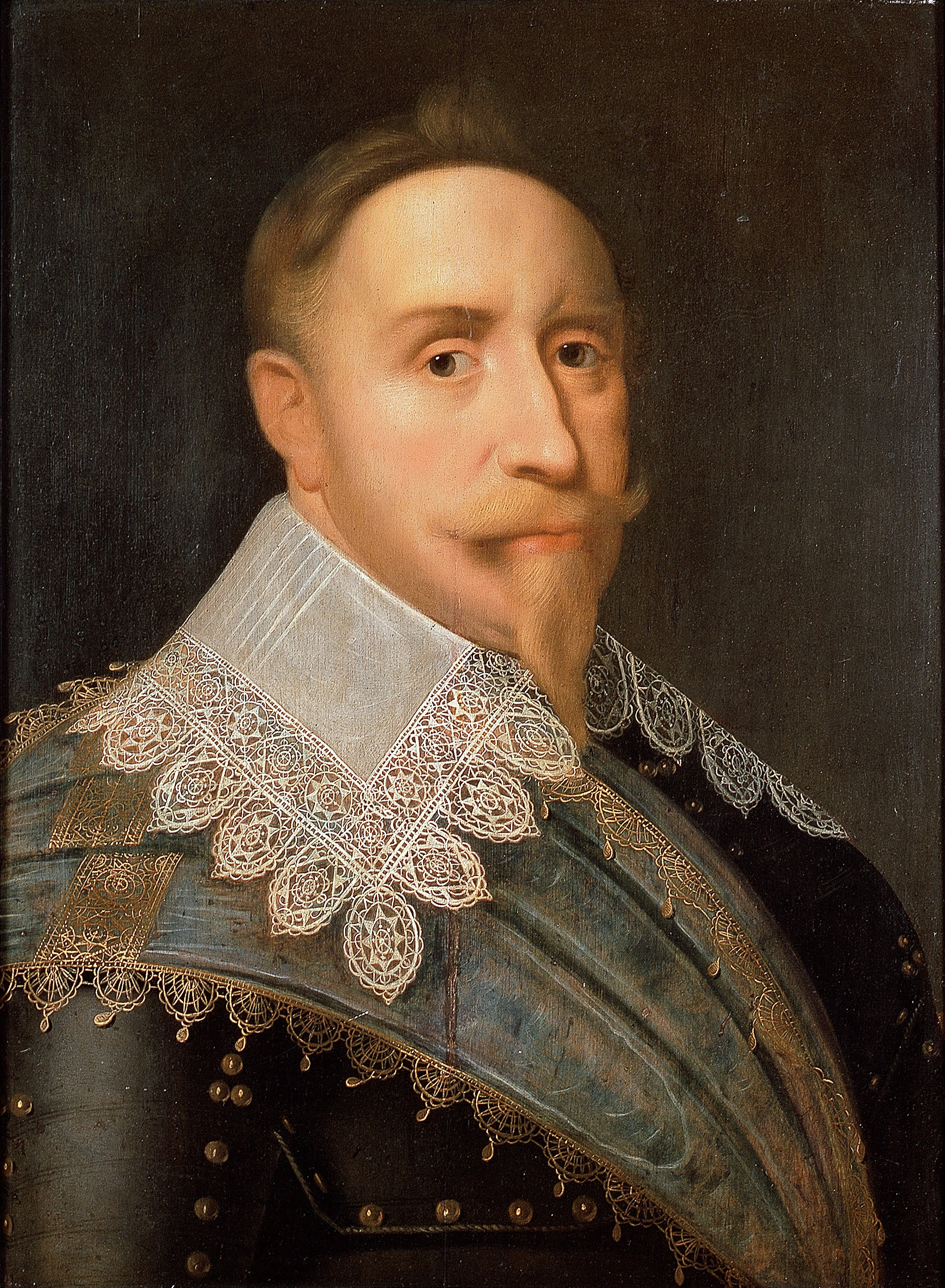
Gustav II Adolf, tilltänkt kejsare av Norden.

Gustav II Adolfs avsikt att skapa ett förbund med de protestantiska staterna i Nordtyskland med sig själv som överhuvud för att fungera som en motvikt mot det Tysk-romerska riket och dess kejsare är väl dokumenterad. Tanken att Gustav II Adolf som överhuvud över det nordtyska statsförbundet och kung av länderna i Norden i en naturlig förlängning skulle krönas till kejsare över dessa områden nämns av samtida vittnen som diplomaterna Johan Skytte och Johan Adler Salvius.
Nils Ahnlund hävdar att Gustav II Adolf efter seger i Tyskland menade att erövra de delar av Norden som inte än tillhörde det svenska riket och upprätta ett skandinaviskt kejsardöme bestående av Sverige med Finland och östersjöområdena samt Danmark med Norge och Island. Citat från kungens rikskansler Axel Oxenstierna stöder teorin, Oxenstierna ska enligt hans släkting Bengt Oxenstierna sagt "Hans Majestät tanke var att en gång antaga titeln kejsare över Skandinavien, däri inbegripande Sverige, Finland, Norge, Danmark intill bälten och Östersjöländerna." 

### Union med Brandenburg

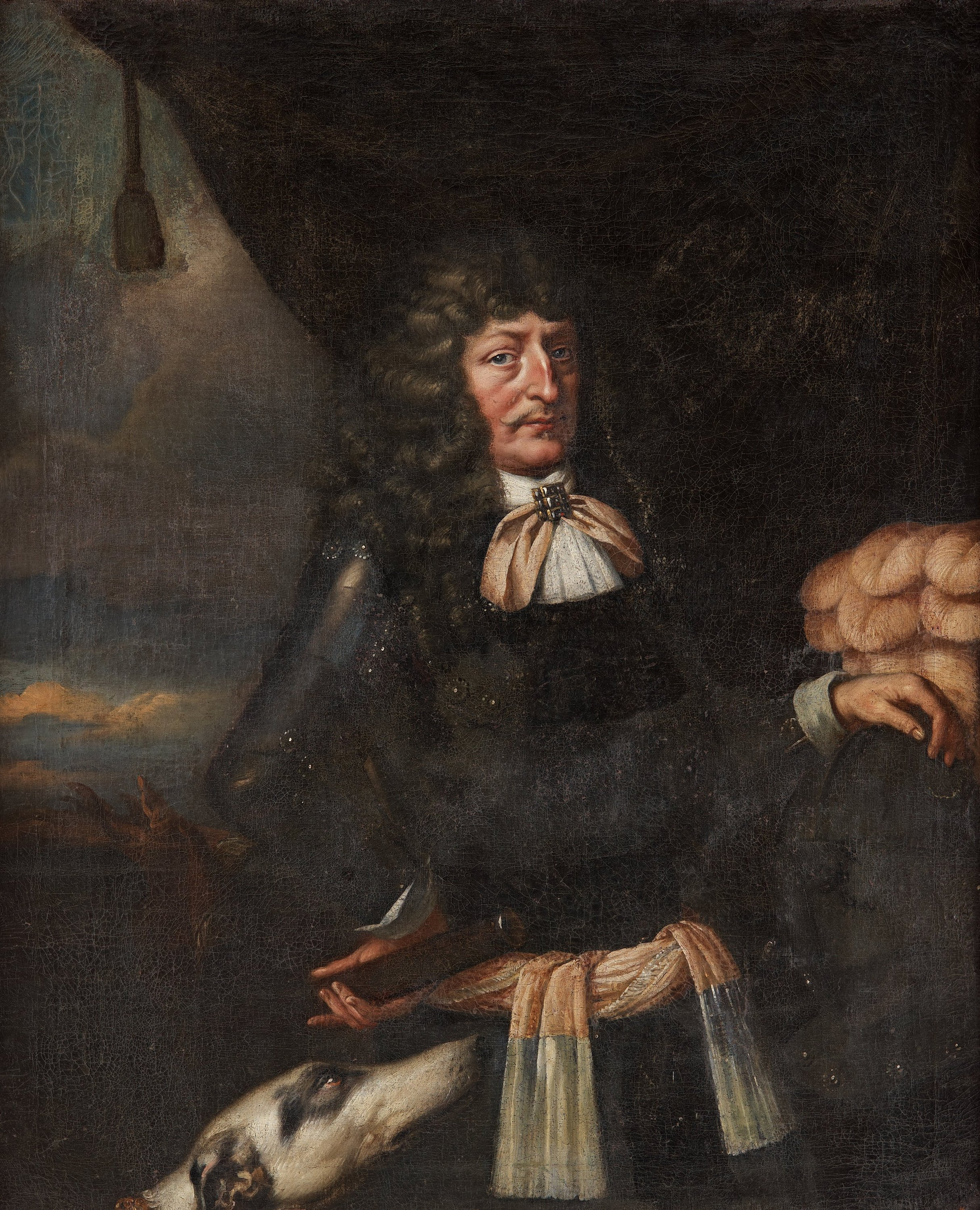
Fredrik Vilhelm av Brandenburg

En central del av Gustav II Adolfs ambition att skapa ett protestantiskt förbund i norra Europa var en starkare allians med Brandenburg, en av de mäktigaste protestantiska staterna i det Tysk-romerska riket. Genom en dynastisk union hoppades han stärka banden mellan Sverige och Brandenburg.
För att förverkliga denna plan föreslogs ett äktenskap mellan Gustav II Adolfs dotter, Kristina, och hennes kusin, prins Fredrik Vilhelm av Brandenburg. Ett sådant giftermål skulle säkerställa långsiktig samverkan mellan de båda rikena. Med Brandenburg som en nära allierad, skulle Gustav II Adolf ha kunnat befästa sin ställning som ledare för den protestantiska världen och skapa en stark motvikt till den katolska kejsarmakten i Wien.
Äktenskapsplanerna gick dock om intet efter Gustav II Adolfs död i slaget vid Lützen 1632, och Sveriges framtida relation med Brandenburg blev snarare en balansgång mellan samarbete och rivalitet under den fortsatta maktkampen i Europa efter den Westfaliska freden.

## Gustav II Adolfs död

Gustav II Adolfs död i slaget vid Lützen satte stopp för ambitionerna om nordiskt kejsardöme.

Planerna på att skapa ett nordiskt kejsardöme avvecklades gradvis i takt med att Sverige misslyckades med att uppnå en avgörande seger över den tysk-romerske kejsaren i det trettioåriga kriget. För att kunna legitimera en egen kejsartitel krävdes ett militärt och politiskt övertag som skulle ha tvingat kejsaren att erkänna en ny maktordning i norra Europa. Eftersom kejsartiteln traditionellt var förbehållen det Tysk-romerska rikets överhuvud, mötte planerna starkt motstånd från den sittande kejsaren och hans allierade.
När Gustav II Adolf stupade i slaget vid Lützen 1632 försvann möjligheten att fullfölja dessa ambitioner. Hans död innebar en maktförskjutning där Sverige, utan hans ledarskap och vision, i stället inriktade sig på att säkra sina befintliga erövringar snarare än att förverkliga storslagna planer om ett nordiskt kejsardöme. Med tiden kom fokus att skifta från territoriell expansion till att upprätthålla Sveriges ställning som en europeisk stormakt inom ramen för den Westfaliska freden 1648.